# نلسون گوتیرس
نلسون گوتیرس (اسپانیایی: Nelson Gutiérrez‎؛ زادهٔ ۱۳ آوریل ۱۹۶۲) بازیکن فوتبال اهل اروگوئه بود.
از باشگاه‌هایی که در آن بازی کرده‌است می‌توان به باشگاه فوتبال ریور پلاته، باشگاه ورزشی لاتزیو، باشگاه ورزشی دفنسور، باشگاه فوتبال اتلتیکو ناسیونال، باشگاه فوتبال پنیارول، و باشگاه فوتبال هلاس ورونا اشاره کرد.
وی همچنین در تیم ملی فوتبال اروگوئه بازی کرده‌است.